# Pedro Mendes
Pedro Miguel da Silva Mendes (* 26. Februar 1979 in Guimarães) ist ein ehemaliger portugiesischer Fußballspieler.

## Karriere

### Verein
In Portugal spielte er für Vitória Guimarães und den FC Porto. Anschließend folgten Stationen in England, bei den Tottenham Hotspur und beim FC Portsmouth, mit dem er 2008 den FA Cup gewann. Nach diesem Erfolg wechselte Mendes in die Schottische Liga zu den Glasgow Rangers. Der Verein bezahlte 3,8 Millionen Euro Ablöse und stattete den Portugiesen mit einem Vertrag bis zum 30. Juni 2011 aus.
Januar 2010 erfolgte der erneute Wechsel zurück nach Portugal. Der Erstligist Sporting Lissabon gab die Verpflichtung Mendes bekannt. Er erhielt dort einen Vertrag bis 2012 und erhofft sich wieder mehr Spielpraxis.
Nach nur eineinhalb Jahren verließ Mendes Lissabon im Juli 2011, um sich seinem ehemaligen Verein Vitória Guimarães anzuschließen. Er erhielt dort einen Vertrag bis 2013.

### Nationalmannschaft
Pedro Mendes nahm mit der Portugiesischen U21-Nationalmannschaft an der U21-Europameisterschaft 2002 teil und absolvierte dort ein Spiel.
Sein erstes Spiel für die Portugiesische Fußballnationalmannschaft absolvierte er am 20. November 2002, in einem Freundschaftsspiel gegen Schottland, wo er mit seinem Land 2:0 gewann. Dann wechselte er zum FC Porto, die in der darauffolgenden Saison Champions-League-Sieger wurden. Seitdem ist er Nationalspieler seines Landes. Er war auch im Kader der Nationalmannschaft bei der Fußball-Europameisterschaft 2004 im eigenen Land. Er spielte für Miguel im Finale gegen die griechische Fußballnationalmannschaft, dass die Griechen mit 1:0 gewannen. Außerdem spielte er auch bei den Qualifikationsspielen der Weltmeisterschaft 2006.